# IP-CAN
IP-CAN(IP connectivity access network)은 인터넷 프로토콜(Internet Protocol, IP)의 연결성을 제공하는 액세스 네트워크(Access network)를 말한다. 이 용어는 보통 이동통신 분야에서 사용되며 일반적으로 GPRS(General Packet Radio Service)나 EDGE(Enhanced Data Rates for GSM Evolution)  같은 3GPP 액세스 네트워크에서 사용되지만,  무선랜(wireless LAN, WLAN)이나 DSL(Digital Subscriber Line) 네트워크를 설명하는 데에도 사용된다. IP 멀티미디어 서브시스템([IP Multimedia Subsystem, IMS)에서는 액서스 네트워크와 서비스 네트워크의 분리를 강조하기 때문에 3GPP IMS 표준에서 IP-CAN은 모든 IP를 기반으로한 액세스 네트워크를 지칭한다.

## 같이 보기
- IP multimedia subsystem
- Radio access network